# Alessandra Querzola
Alessandra Querzola (geb. vor 1977) ist eine italienische Szenenbildnerin.
Alessandra Querzola studierte 1977 bis 1981 Szenografie an der Kunsthochschule Accademia di belle arti di Venezia. Einige Jahre war sie als Film-Kostümdesignerin aktiv, seit Anfang der 1990er Jahre ist sie als Szenenbildnerin tätig. Für den Film Blade Runner 2049 wurde sie 2018 zusammen mit Dennis Gassner für den BAFTA Award und den Oscar nominiert. Im selben Jahr wurde sie in die Academy of Motion Picture Arts and Sciences berufen, die jährlich die Oscars vergibt.

## Filmografie (Auswahl)
- 1996: Der englische Patient (The English Patient)
- 1998: Der Legionär (Legionnaire)
- 1998: Gefährliche Schönheit – Die Kurtisane von Venedig (Dangerous Beauty)
- 1999: Ein Sommernachtstraum (A Midsummer Night’s Dream)
- 2002: Gangs of New York
- 2003: Sin Eater – Die Seele des Bösen (The Order)
- 2005: Casanova
- 2007: Der Krieg des Charlie Wilson (Charlie Wilson’s War)
- 2010: Briefe an Julia (Letters to Juliet)
- 2012: James Bond 007: Skyfall
- 2015: Avengers: Age of Ultron
- 2015: Codename U.N.C.L.E. (The Man from U.N.C.L.E.)
- 2016: Ben Hur (Ben-Hur)
- 2017: Blade Runner 2049